# Radio Kara
Radio Kara est une chaîne généraliste nationale publique togolaise, située dans la ville de Kara (Togo). Elle est créée en 1975 par le gouvernement togolais.

## Histoire
La radio Kara est créée en 1975 par le gouvernement togolais pour rendre l’information à la portée des populations de la région nord du pays. Il y a un projet visant à réunir Radio Lomé, Radio Kara et la télévision en office de radiodiffusion et de télévision du Togo (ORTVT). Ce projet a été soumis à l'Assemblée nationale en 2019.

## Identité visuelle

### Slogan
- Radio Kara, La fidèle

## Diffusion
Radio Kara émet depuis la ville de Kara et utilise plusieurs moyens pour diffuser ses programmes : ondes  FM, satellite, téléphonie mobile, Internet qui sont reprises par d'autres radios. 

### Modulation de fréquence
Des ondes courtes et ondes moyennes, Radio Kara s'étend sur tout le territoire national par la modulation de fréquence (FM) qui offre un confort d'écoute incontestable. La couverture nationale est facilitée par la diffusion satellitaire.

### Satellite
Depuis le 16 août 2013, les signaux de Radio Kara sont transportés dans le monde entier via Eutelsat et Astra.

## Émissions
En termes de contenu, Radio Kara est une chaîne généraliste. Elle produit et diffuse l'information ainsi que les émissions en français et en seize langues du Togo dont les deux langues nationales, le kabyè et l'éwé.[réf. nécessaire]